# Rio-Dreimasterblume

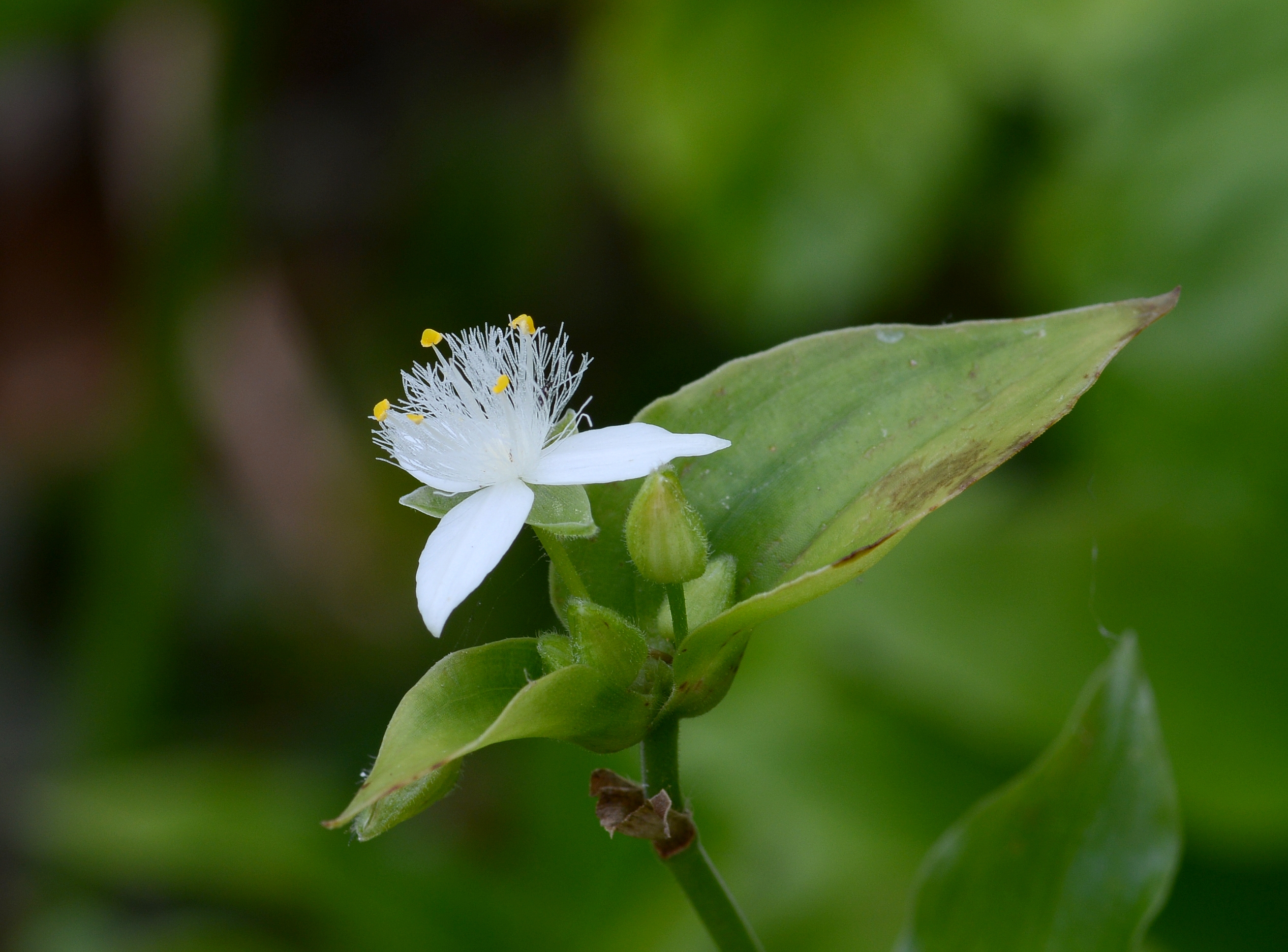
Blütenstand

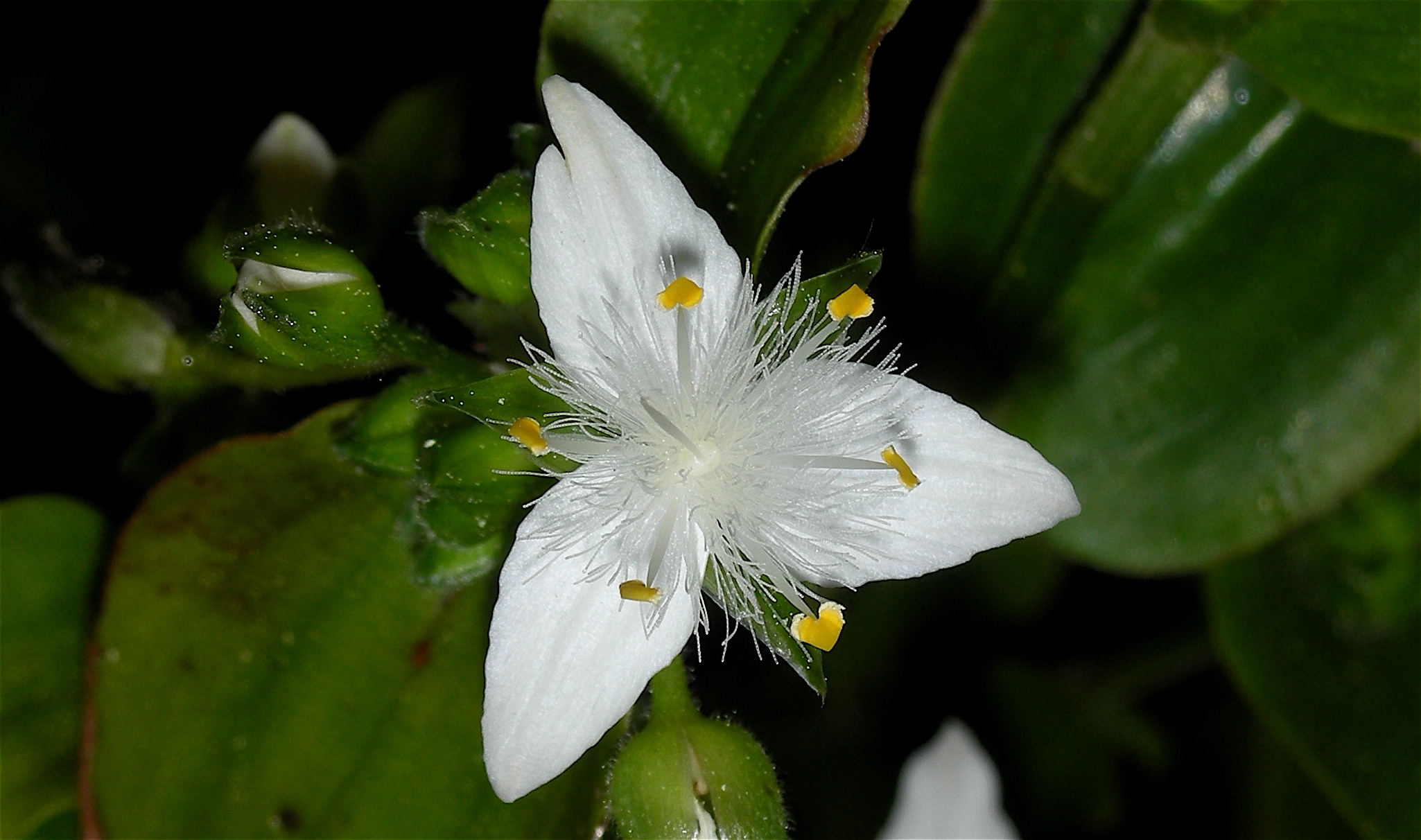
Blüte

Die Rio-Dreimasterblume (Tradescantia fluminensis) ist eine Pflanzenart aus der Gattung der Dreimasterblumen (Tradescantia). Das ursprüngliche Verbreitungsgebiet ist in Südamerika und erstreckt sich vom südlichen bis östlichen Brasilien über Paraguay und Uruguay bis in das nördliche Argentinien. Sie wird als Zierpflanze sowohl im Freien als auch im Innenbereich verwendet. In weiten Teilen der Subtropen und Tropen ist sie verwildert.

## Beschreibung
Tradescantia fluminensis ist eine ausdauernde, krautige Pflanze mit zunächst aufrechten, später niederliegend wachsenden Sprossachsen. Sie erreicht eine Wuchshöhe von bis zu 50–60 cm.
Die wechselständigen Laubblätter sind leicht gestielt bis sitzend mit einer am Rand borstigen Blattscheide. Die ganzrandige, leicht fleischige, unterseits etwas hellere Blattspreite ist eiförmig bis -lanzettlich, teils leicht herzförmig und meist spitz und beidseitig kahl, aber manchmal bewimpert. Die feinen Blattadern sind auf der adaxialen Seite leicht eingedrückt. Der Stängel ist fast kahl, an den oberen Blattknoten befindet sich blattgegenständig eine Linie feiner, kurzer Haare.
Die Blüten erscheinen in wenig- bis mehrblütigen, end- oder achselständigen Zymen, die von zwei etwa gleich großen, blattähnlichen Hochblättern (Spatha) begleitet werden. Die dreizähligen und gestielten Blüten mit doppelter Blütenhülle sind zwittrig. Die drei eiförmigen, etwa 6–8 Millimeter langen Kelchblätter sind außen gekielt und am Kiel behaart. Es sind drei weiße und eiförmige, bis 1 Zentimeter lange Kronblätter mit mittigem Falz vorhanden. Es sind sechs, relativ kurze Staubblätter mit an der Basis lang behaarten, bärtigen Staubfäden ausgebildet. Der dreikammerige Fruchtknoten ist oberständig mit schlankem Griffel und kleiner Narbe.
Es werden kleine und mehrsamige, rundliche, kahle, lokulizidale, bis 4 Zentimeter große Kapselfrüchte gebildet. Die bis zu 6 kleinen, braunen Samen sind feingrubig, -höckrig und etwa 1,5 Millimeter groß.
Die Pflanze gilt als giftig, allerdings ist umstritten, wie stark.